# Guus Hellegers

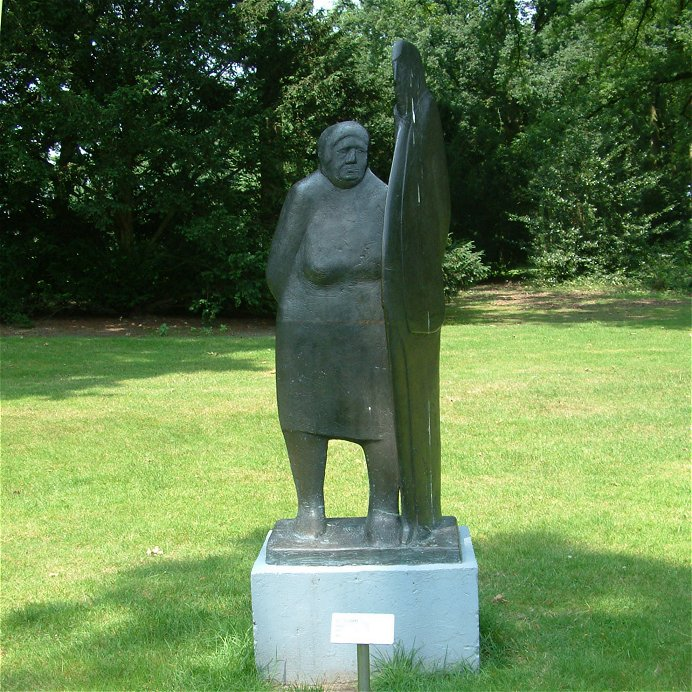
Onderweg (1979), Stadswandelpark Eindhoven

Gustaaf Theodoor Marie (Guus) Hellegers (Teteringen, 30 juni 1937 – Steggerda, 7 februari 2019) was een Nederlandse beeldhouwer en medailleur.

## Leven en werk
Guus Hellegers was een zoon van Anthony Vincent Hellegers, koopman en verzekeringsagent, en Eugenie Bertha Marie Regout, lid van de familie Regout. Het gezin verhuisde in 1939 naar Breda. Hellegers maakte al in zijn jonge jaren kleifiguurtjes. Volgens moeder had hij zijn talent van haar kant van de familie, haar broer was de kunstenaar Gustaaf Regout, Guus weet dat echter aan het toeval. Hellegers volgde een opleiding aan de Koninklijke Academie van Beeldende Kunsten in Den Haag (1959-1964), als leerling van onder anderen Dirk Bus, Henri van Haaren en Gerrit Noordzij. Hij kreeg een beurs waarmee hij een jaar aan het Nationaal Hoger Instituut voor Schone Kunsten in Antwerpen studeerde, waarna hij terugkeerde naar Den Haag. In 1972 vestigde Hellegers zich met zijn gezin in Friesland.
Hellegers werkte als beeldhouwer in brons en steen, waarbij mensfiguren een grote rol speelden. Hij maakte onder meer een aantal platte beelden en diverse 'Droompoorten'. Als medailleur was Hellegers autodidact, hij maakte vanaf 1963 meer dan 80 penningen. Hij was lid en bestuurslid (1996-2007) van de Vereniging voor Penningkunst. Naast zijn werk als kunstenaar was Hellegers kunstcriticus voor de Leeuwarder Courant (1972-1975) en docent aan de Academie Minerva in Groningen (1982-1991).
De kunstenaar ontving diverse prijzen, waaronder in 1996 de Grand Prix van de Fédération internationale de la médaille d'art (Fidem), in 2001 de J. Sanford Saltus Award voor zijn penningoeuvre, en in 2006 de Hannie Mein Kunstprijs. Werk van Hellegers is opgenomen in de Nationale Numismatische Collectie en collecties van onder andere museum Beelden aan Zee en het Drents Museum

## Enkele werken
Beelden
- 1967 Clown, Rotterdam
- 1969 Pronte vrouw, Eersel
- 1973 Het Bestuur. in 1996 geplaatst bij Museum De Buitenplaats, Eelde
- 1974 Fedde Schurer, Heerenveen
- 1975 Paard met acrobate, Leeuwarden
- 1976 Ros Beiaard, Geldrop
- 1981 Drie Generaties, Lelystad
- 1982 Tandem, Eindhoven
- 1987 Onderweg, Emmen Ook in Lemelerveld en Eindhoven.
- 1987 Twee handen, Prins Bernhardlaan, Utrecht
- 1997 Aurora, Wolvega
- 2001 bronzen profiel van Toon Hermans, dat wordt gebruikt voor de Toon Hermans Award.

Penningen
- 1966 prijspenning in opdracht van het provinciaal bestuur van Noord-Holland
- 1976 Naaktstrand, tweede penning voor de Vereniging voor Penningkunst
- 1994 penning ter gelegenheid van het zilveren jubileum van de Stichting Oude Groninger Kerken
- 1997 Geboortepenning, extra penning voor de Vereniging voor Penningkunst
- 1998 Penning ter herinnering aan de oprichting van de Groninger studentenclub voor vrouwen, Magna_Pete, in 1898
- 2004 Penning van verdienste, lidmaatschapspenning van de Vereniging voor Penningkunst
- 2005 Penning ter gelegenheid van het 150-jarig bestaan van het Nederlands Tijdschrift voor Geneeskunde
- 2006 Welkomstpenning, lidmaatschapspenning van de Vereniging voor Penningkunst

## Fotogalerij

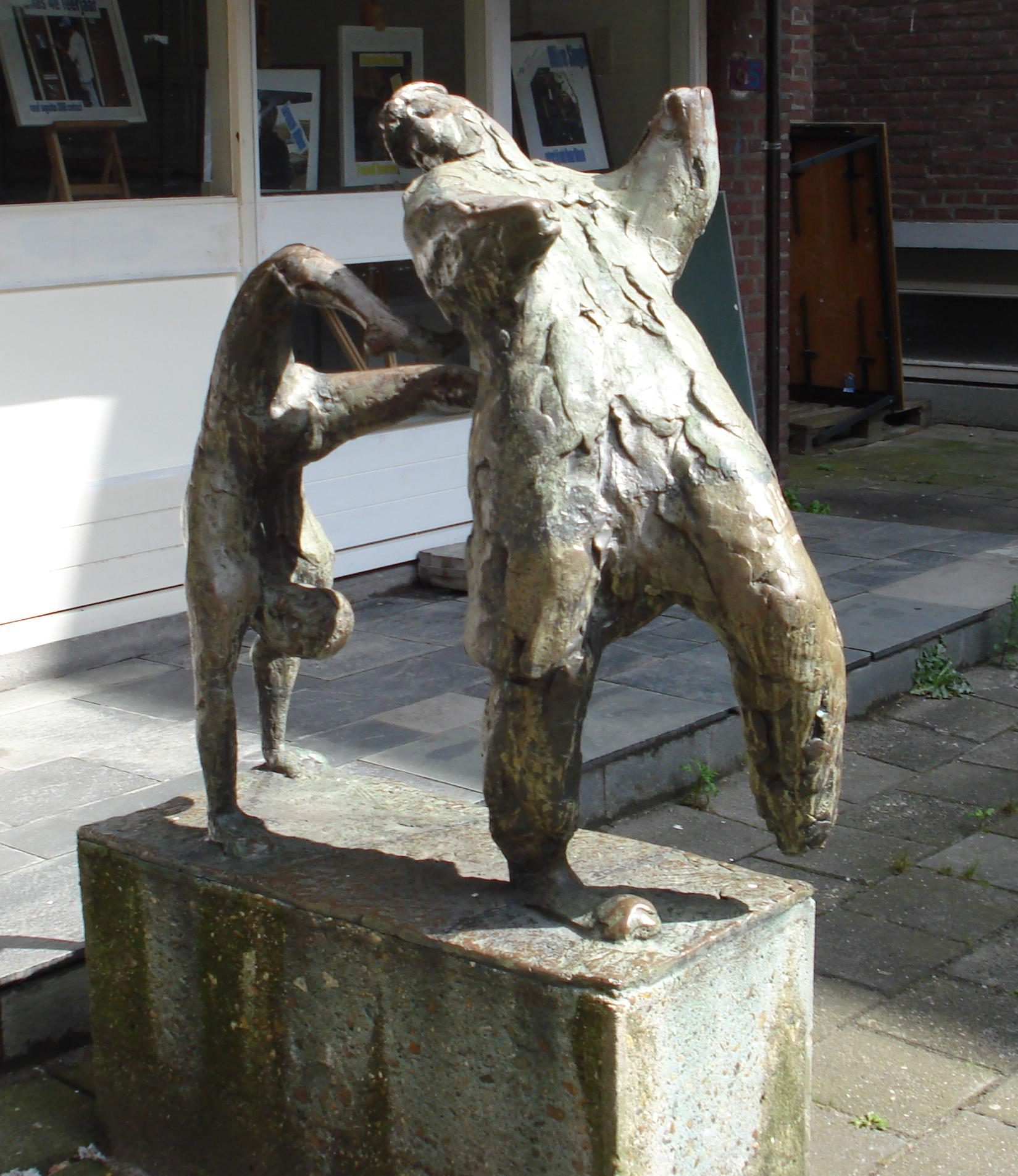
Clown (1967), Rotterdam, school Van Alkemadestraat
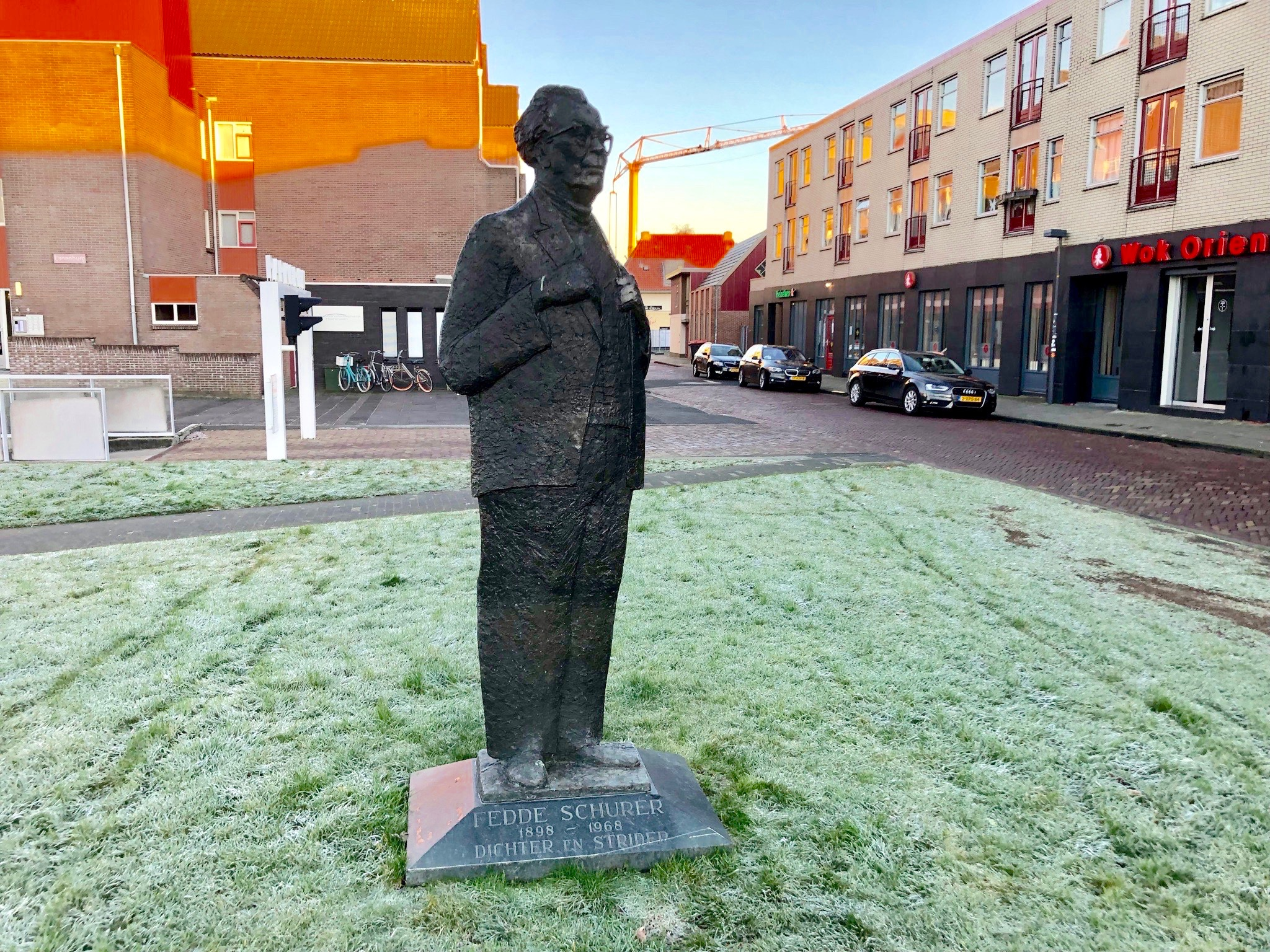
Fedde Schurer (1974), Heerenveen
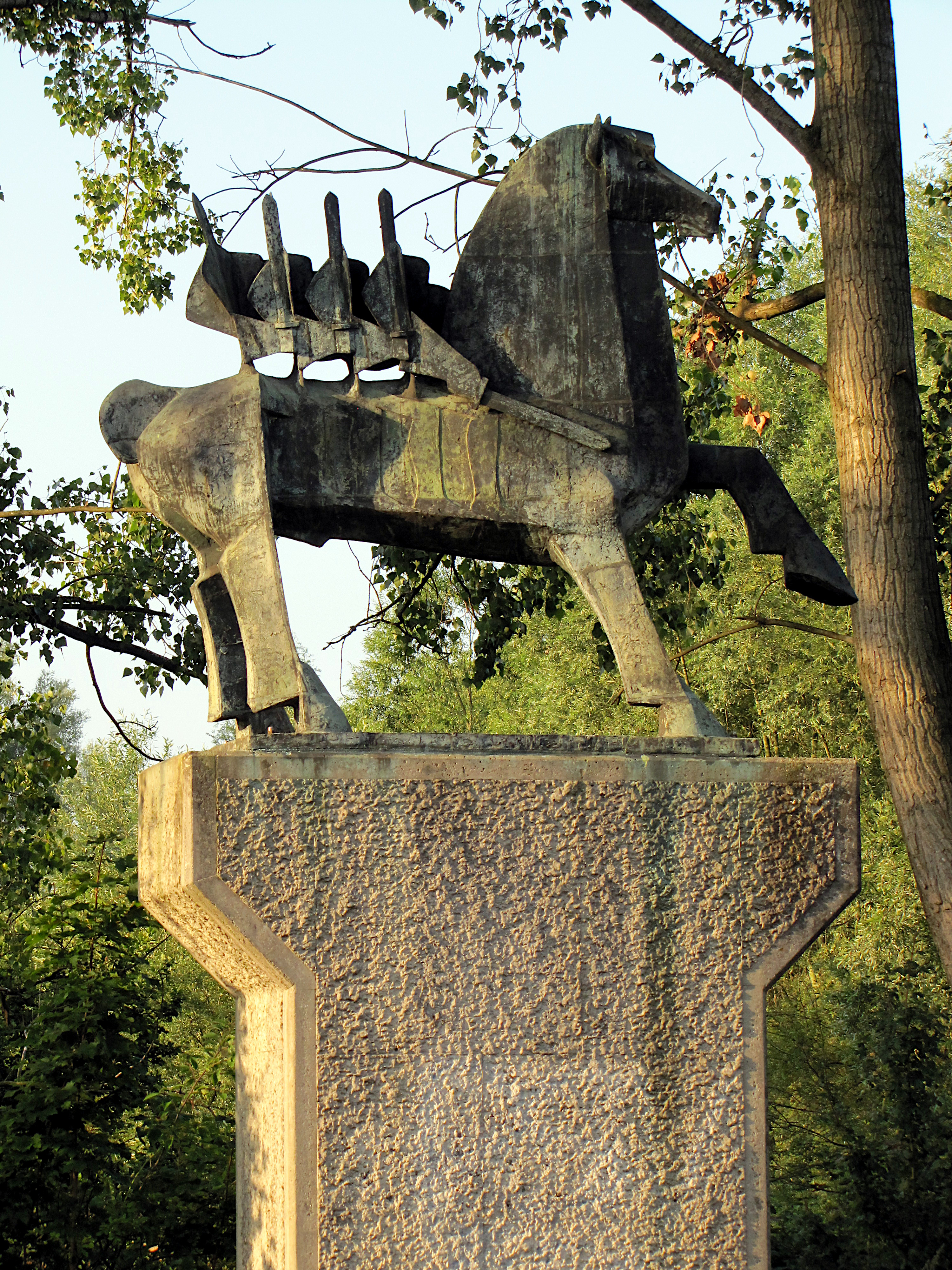
Ros Beiaard (1976), Geldrop
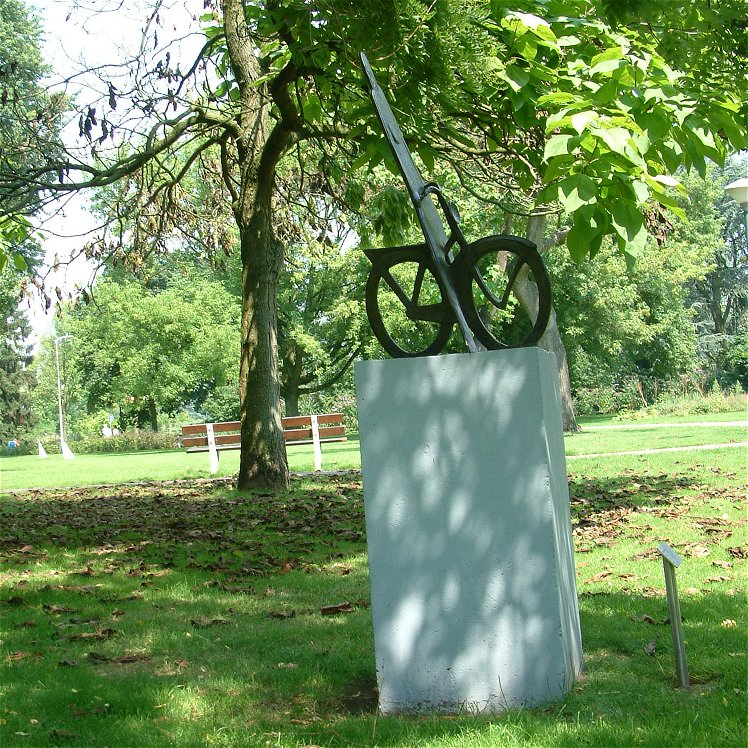
Tandem (1979), Stadswandelpark Eindhoven
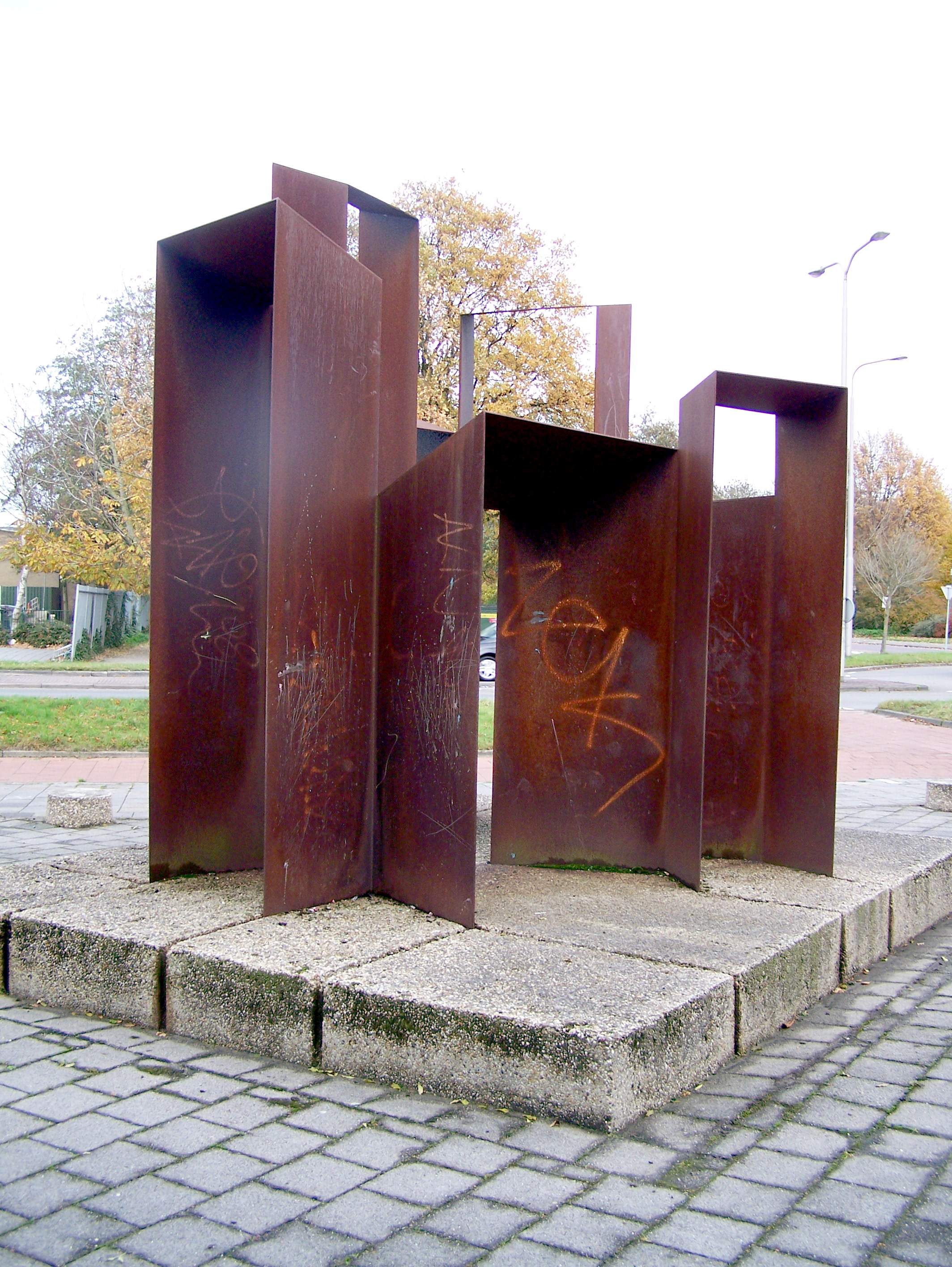
Zonder titel (1980), Julianalaan (bij Friesland College), Leeuwarden
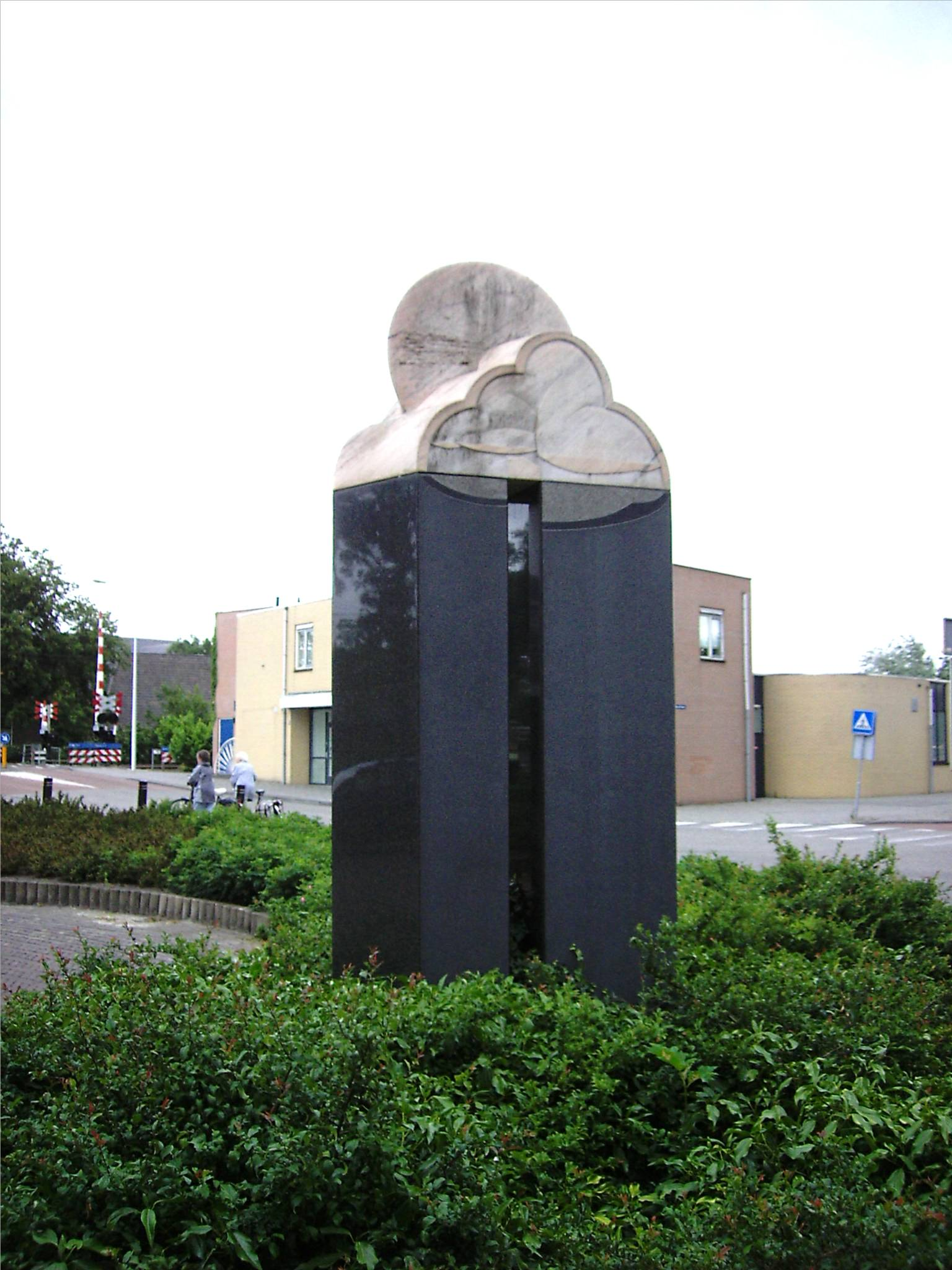
Aurora (1997), Wolvega